# São Pedro (Teresópolis)
Bairro de São Pedro ou simplesmente São Pedro é um bairro do município brasileiro de Teresópolis, interior do estado do Rio de Janeiro. Situado a cerca de 3,9 quilômetros da Várzea, estando localizado no distrito principal e, de acordo com o Instituto Brasileiro de Geografia e Estatística (IBGE), sua população no ano de 2010 era de 20 424 habitantes, representando cerca de 12,5% da população total do município.
Tendo como exemplo a falta de estrutura da cidade de Teresópolis em si, a história do bairro coincide com o início da favelização na região, por volta da década de 1960, anos em que caracterizaram a expansão industrial por meio da instalação da fábrica de tecidos Sudantex e a migração de moradores da baixada Fluminense, que buscavam melhores condições de moradias, precárias devido as enchentes que eram recorrentes na época.[carece de fontes?]
Segundo o IBGE, em sua extensão estão situados seis aglomerados subnormais que são: o Rosário (3 170 habitantes), Perpétuo  (1 196 habitantes), Pimentel, Granja Primor,  Morro do Tiro e Bairro dos Funcionários.[carece de fontes?]

## Infraestrutura
A infraestrutura do bairro, assim como a da cidade como um todo, é deficiente. O acelerado processo de empobrecimento do município, o desemprego, as migrações e a falta de planejamento são responsáveis pela ocupação desordenada do bairro, fazendo surgir favelas em encostas.
De acordo com o geógrafo Willy Ortiz, presidente do Centro de Estudos e Conservação da Natureza (Cecna), o processo de favelização em Teresópolis começou basicamente nos anos 1960, período de expansão industrial, e também de tragédias na Baixada.[carece de fontes?] O perfil do morador que ocupou o bairro inicialmente era aquele que abandonou sua moradia clandestina na Baixada, com incentivo da administração municipal, e fugiu dos desastres naturais, como as enchentes que ocorriam com frequência na Região Metropolitana. Além da migração, a instalação da fábrica de tecidos Sudantex também contribuiu para o surgimento da favelização. A população de baixa renda vem crescendo, trazendo ao bairro problemas como esgoto improvisado e falta de água.[carece de fontes?]

## Geografia e demografia
O bairro possui área total de 1,75 km², limitando-se com os bairros Bom Retiro (a norte), Fazendinha (noroeste), Araras (sudoeste), Jardim Meudon (sudeste) e Barroso (sul).
Em 2010, a população do bairro foi estimada pelo Instituto Brasileiro de Geografia e Estatística (IBGE) em 20 424 habitantes, sendo comparável a cidade fluminense de São José do Vale do Rio Preto, e superior a outros 27 municípios. Dentre os 49 bairros oficiais de Teresópolis, São Pedro ocupa a primeira posição entre os populosos, englobando 12,5% da população municipal, sendo a densidade demográfica de 14 498,71 habitantes por quilômetro quadrado. Do total de habitantes, 9 730 eram homens (47,3% do total) e 10 694 mulheres (52,4%). A razão de sexo era de 90,99 e havia no total 6 872 domicílios.
Parte da divisão territorial do bairro está situada na Serra do Cavalo, que possui altitude de 1 430 metros.[carece de fontes?]